# 祖母山

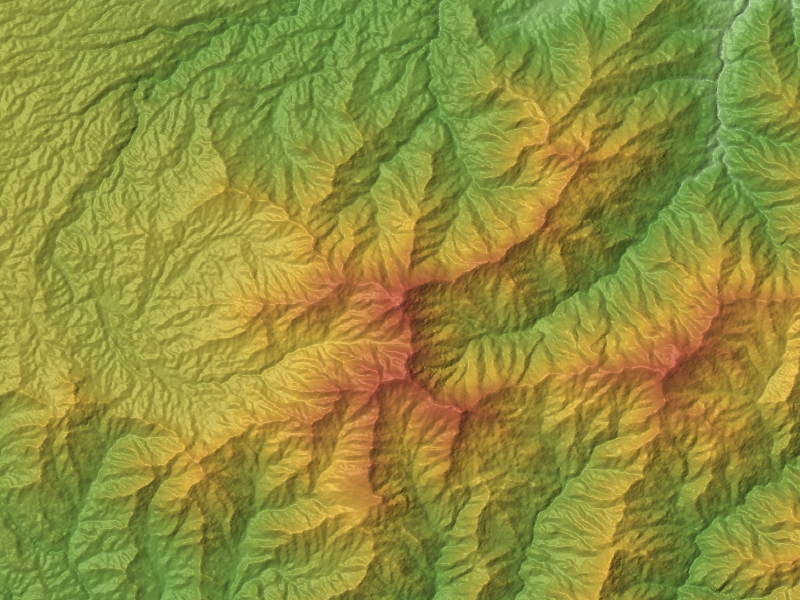
祖母山の地形図。中心上が祖母山山頂

祖母山（そぼさん）は、大分県と宮崎県の県境にある標高1,756mの山。九州山地の中核をなし祖母傾山系に属する。宮崎県の最高峰で日本百名山に選定されている。

## 概要
祖母連山の主峰で、山頂部は大分県豊後大野市、竹田市および宮崎県西臼杵郡高千穂町の境にあり、山腹は熊本県、大分県及び宮崎県の3県にまたがる。祖母山自体の成因は隆起であるが、その元となる山地が火山活動によって形成されたため巨大な花崗岩が随所に見られ、低山部では渓谷、中高山部では断崖が多い地形である。
登山ルートは整備されたコースから、断崖を登りながら進むコースまであり、四季を通じて登山客が訪れる。頂上付近はどのコースを辿っても急な岩登りコースがあらわれる。
1965年（昭和40年）に10,240haが祖母傾国定公園の指定を受けた。

## 山の形成
祖母・傾山地域では臼杵 - 八代構造線をはさんで祖母山火山岩類が分布している。祖母山火山岩類の年代は1,500万〜1,400万年前とされ、同様の火山岩類は石鎚山や紀伊半島の熊野にかけてみられる。
祖母・傾山地域には祖母カルデラと傾カルデラと呼ばれる中新世中期の2つのコールドロンがある。この地域の火山活動はカルデラ形成期をはさんで前期と後期に分けられ、前期はI期・II期・III期、後期はIV期・V期・VI期に分けられる。2回の火山活動期のうち1回目の火山活動は約1300万年前で陥没カルデラを形成した。これらのカルデラは2回目の火山活動により埋没し、現在はカルデラを地表面から確認することはできない。
約1290万年前に再び陥没カルデラの形成が始まり、鉱山の形成が行われたとされている。約1000万年前に火山活動は終了して、侵食により準平原になったのち、300万年前に隆起した。阿蘇山系の大規模な活動による火砕流の影響を受けて現在の祖母山の姿となった。

## 自然

### 植物
海抜600m以下ではウラジロガシやサカキなどの常緑広葉樹林、海抜600mから1,200mではツガやハイノキの原生林、海抜1,200m以上ではブナの原生林に覆われており、海抜高度による森林植生の垂直分布が明瞭で学術的価値が高い。しかし、祖母傾山系の西側の原生林を中心に国定公園指定までに伐採によりスギが植林された地域もあり、アカガシやウラジロガシの林の多くが失われた。ウバタケニンジンは祖母山系と四国の一部にしか見られない植物で、祖母山を別名、姥岳（ウバタケ）と呼ぶことから、発見者の牧野富太郎がこのように名付けた。ミヤマキリシマやリンドウ、モミジも自生している。

### 動物
原生林は特別天然記念物のニホンカモシカの生息域であり、渓流にはイワメやオオダイガハラサンショウウオが生息する。

### 鉱物
祖母山周辺は銅、錫、鉛やマンガン、水晶などの鉱物資源が豊富で江戸時代から昭和中期まで採掘が行われていた。祖母山の麓に遺構が残る尾平鉱山は、元和3年（1617年）に開鉱され、昭和29年（1954年）に閉山されるまで日本有数の鉱山として栄えた。このほかにも大分県側に九折鉱山、木浦鉱山、宮崎県側に見立鉱山、土呂久鉱山などがあった。

## ギャラリー

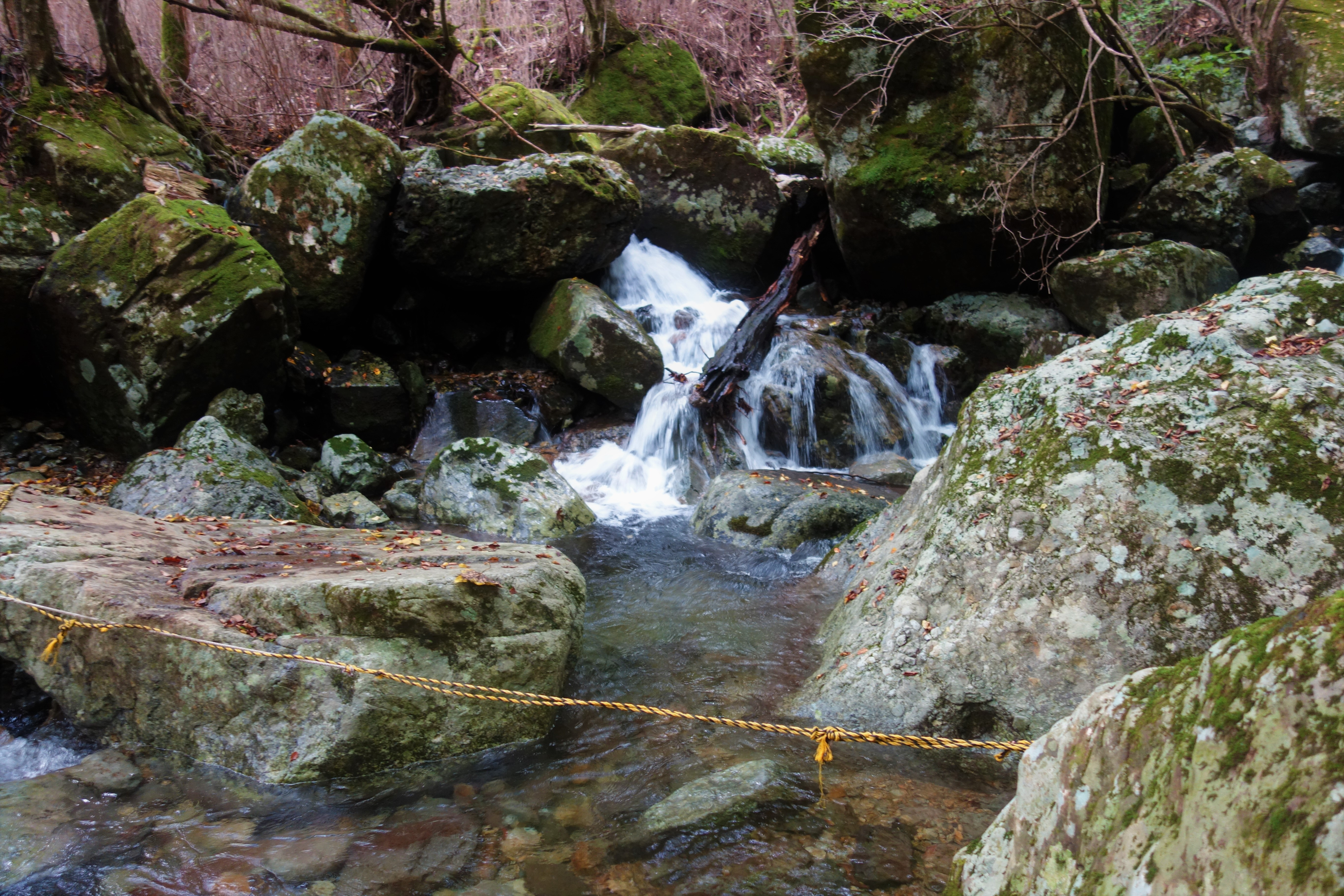
北谷を渡る登山道
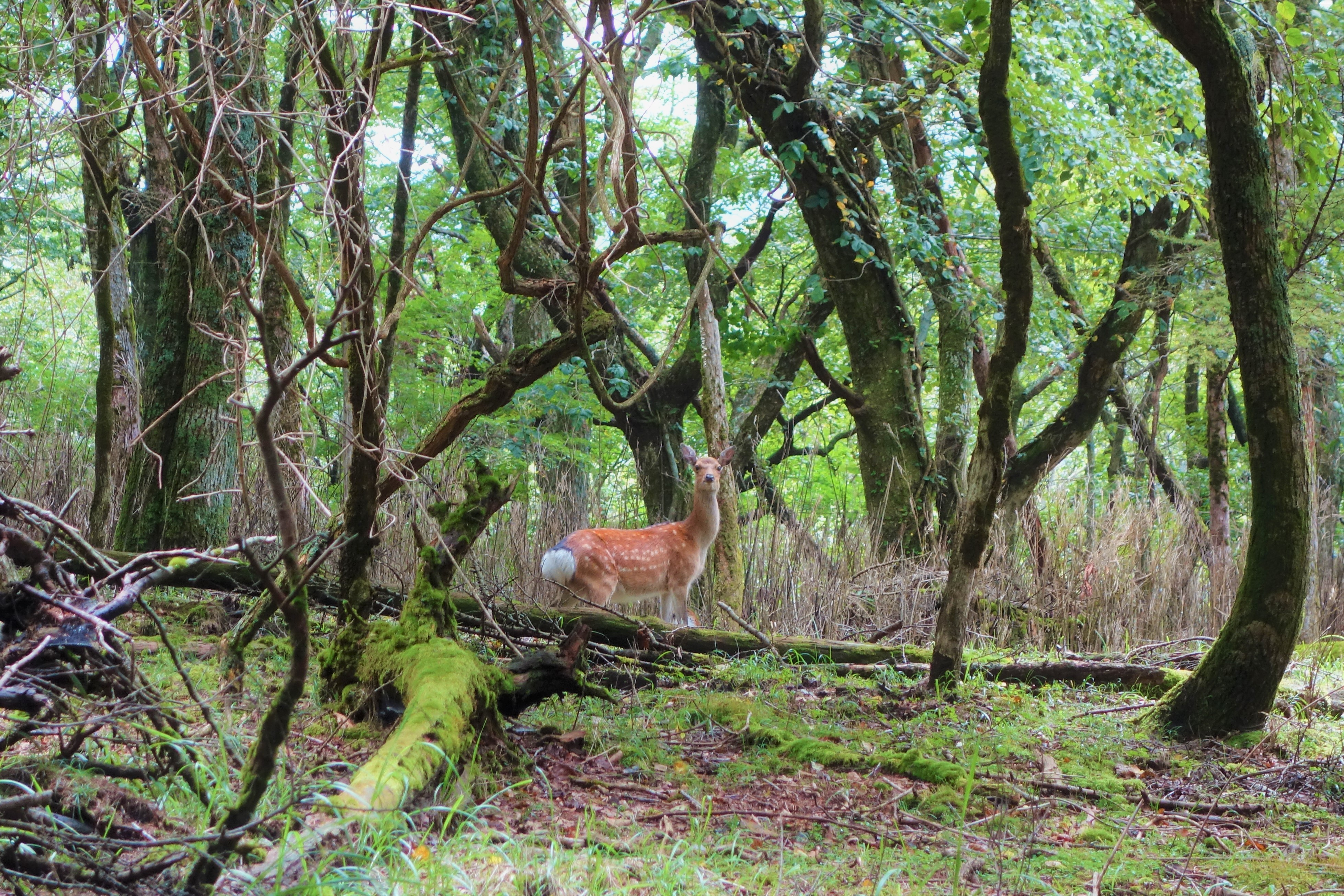
千間平に現れた鹿
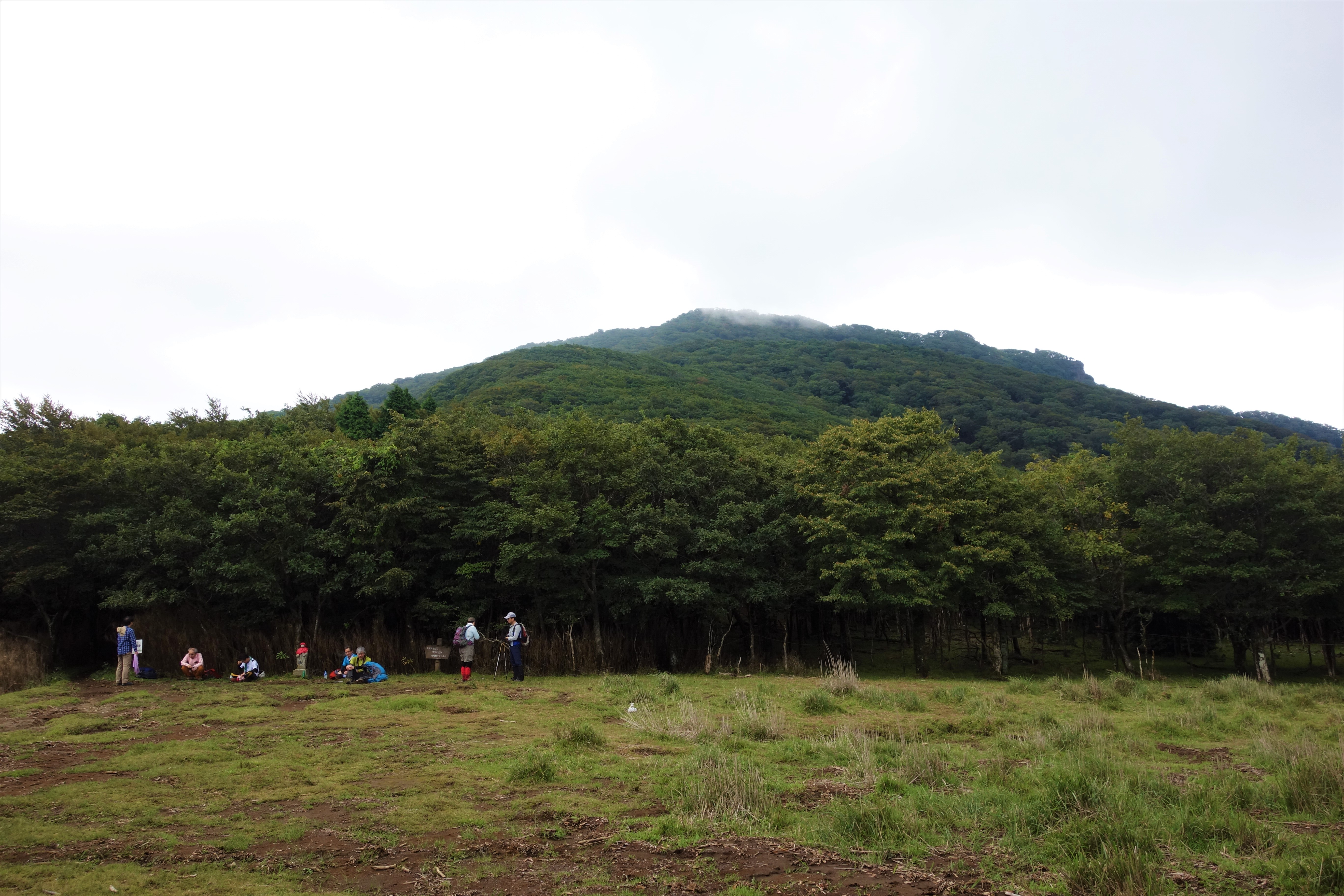
国観峠からの山頂
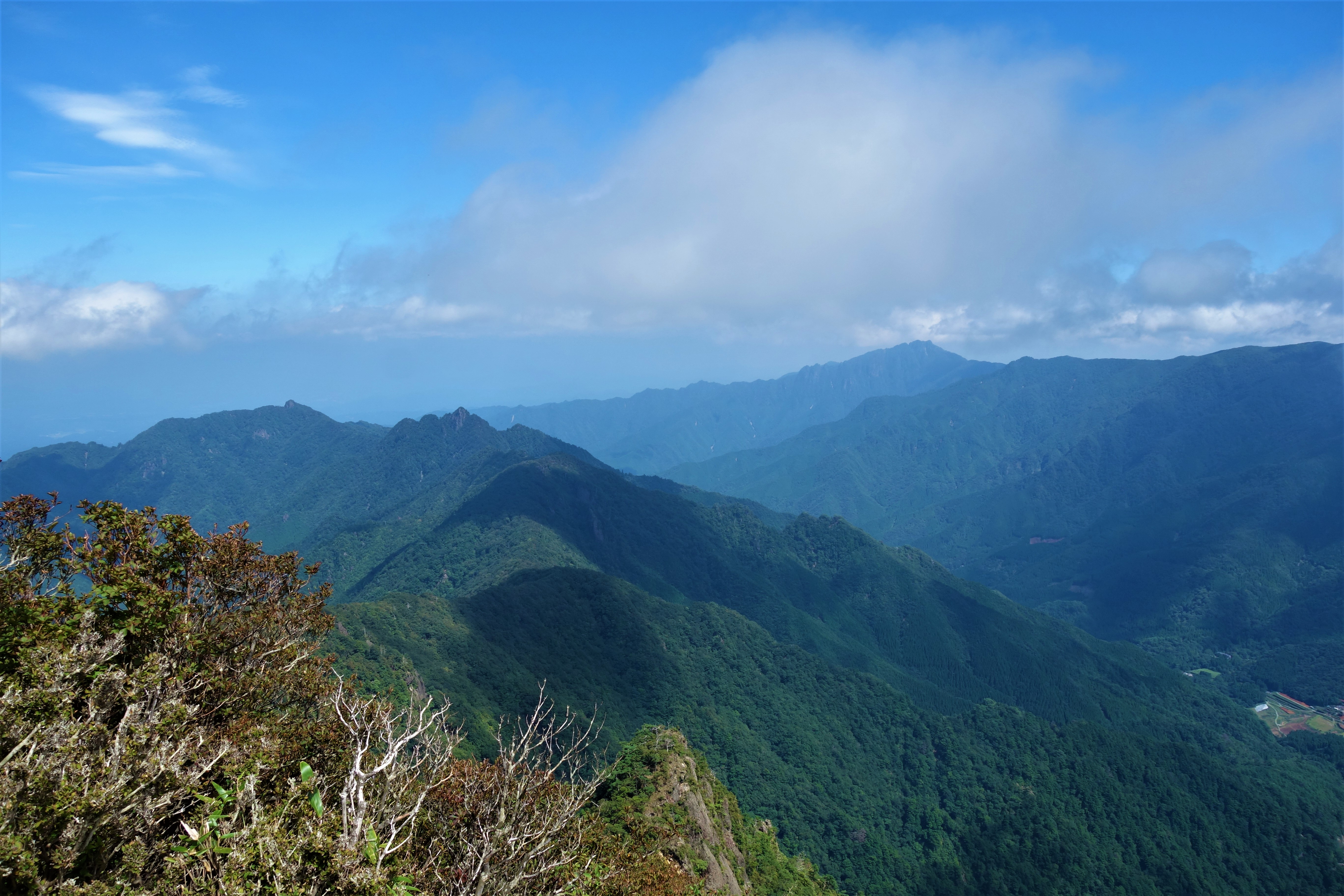
祖母山山頂からの傾山
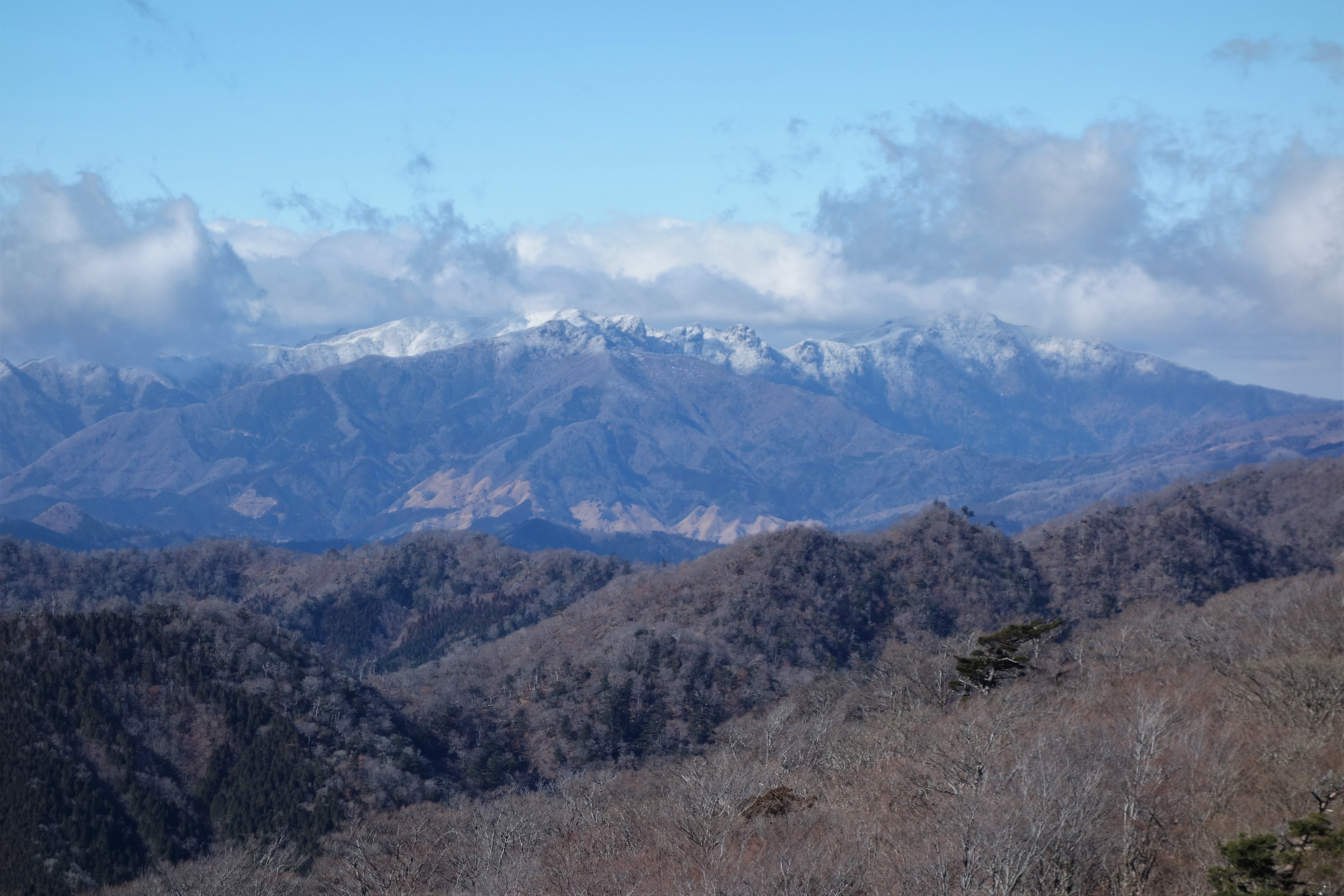
大崩山からの祖母山

## 伝説
神武天皇が東征した際、紀州沖の海戦において台風で船が覆りそうになったが、その祖母の故国である祖母山（添利山、そほりやま）のほうを向いて祈念したところ、波が収まって難を逃れたという伝説がある。
なお『古事記』、『日本書紀』、山幸彦と海幸彦神話などでは、トヨタマヒメが神武天皇の祖母である（鵜葺草葺不合命の母とされている）。
祖母嶽下宮八社の一つである祖母嶽神社（祖母嶽大明神）が、その祖母を祭った神社であるとされている。